# Jan Erik Bohling
Jan Erik Bohling (* 9. Juni 1963 in Bremerhaven) ist ein deutscher Politiker (CDU). Er ist ehemaliger Bürgermeister. Er war von 2001 bis 2006 hauptamtlicher Bürgermeister der niedersächsischen Samtgemeinde Am Dobrock und von 2006 bis 2014 Bürgermeister der Kreisstadt Meppen. Seit 2019 ist Bohling gewählter Stadtrat in Salzgitter und Dezernent für Wirtschaft, Kultur und Digitales.

## Leben und Beruf
Er ist ein Sohn der ehemaligen Bremischen Bürgerschaftsabgeordneten Lydia Bohling (CDU; * 1930) und des selbständigen Kraftfahrzeug-Ingenieurs Erich Bohling († 2015). Jan Erik Bohling besuchte eine Grundschule in Bremerhaven und machte am Bremerhavener Lloyd-Gymnasium 1984 sein Abitur. Danach leistete er seinen Wehrdienst bei der Luftwaffe, zunächst im Luftwaffenausbildungsregiment des Fliegerhorstes Goslar, dann in Cuxhaven ab. Er studierte Politikwissenschaft an der Christian-Albrechts-Universität zu Kiel. Das Studium schloss er 1994 mit einem M.A. ab. Seine Magisterarbeit unter dem Titel „Die Wahl des Bundespräsidenten. Verfassungspolitische Ausgestaltung und die Erfahrungen der ersten neuen Wahlen“ erschien beim Diplomica Verlag als E-Book.
Von 1995 bis 2000 war er Fachreferent für die Gesellschaft Gesundheit und Forschung in Frankfurt am Main, einem Spitzenverband der forschenden Arzneimittelhersteller und eine Lobbygruppe, die sich für biotechnische Forschung einsetzt. Ebenfalls in dieser Zeit war er Referent für Öffentlichkeitsarbeit in Fragen der Biomedizin der Max-Planck-Gesellschaft in Göttingen. Im Anschluss war er Büroleiter von Kassels Oberbürgermeister Georg Lewandowski.
Jan Erik Bohling war Geschäftsführer von EBS Alumni, einem Verein von und für Ehemalige der EBS Universität für Wirtschaft und Recht, der EBS Stiftung und der EBS GmbH in Wiesbaden. Von 2018 bis 2019 war er als Consultant für die INIT AG für digitale Kommunikation an deren Hamburger und Bremer Standort tätig. Seit 2020 ist er neben seiner Aufgabe in der Kommunalverwaltung als Geschäftsführer der Wirtschafts- und Innovationsförderung Salzgitter GmbH tätig.

### Öffentliche Ämter
Jan Erik Bohling war von 2001 bis 2006 Bürgermeister der Samtgemeinde Am Dobrock. Die Bürgermeisterwahl hatte er mit 56,4 Prozent der abgegebenen Stimmen gewonnen. Am 14. September 2006 wurde Bohling mit 54,11 Prozent der abgegebenen Stimmen im ersten Wahlgang als Kandidat der CDU für eine achtjährige Amtszeit zum hauptamtlichen Bürgermeister der Stadt Meppen gewählt. Er war vom 1. November 2006 bis zum 31. Oktober 2014 im Amt. Die Bürgermeisterwahl 2014 verlor Bohling. Sein Nachfolger in Meppen wurde der parteilose Helmut Knurbein. Seit 2019 ist Jan Erik Bohling Stadtrat in Salzgitter. Dort ist er Dezernent für Wirtschaft, Kultur und Digitales.
Während seiner Amtszeit als Bürgermeister Meppens war er Mitglied im Präsidium des Niedersächsischen Städtetages sowie im Ausschuss für Recht, Personal und Organisation des Deutschen Städte- und Gemeindebundes. Sein Stellvertreter dort war der damalige Ronnenberger Bürgermeister Wolfgang Walther (SPD).
Darüber hinaus war Bohling Kuratoriumsmitglied der Stiftung Ludmillenstift, freigemeinnütziger Träger des Krankenhauses Ludmillenstift Meppen sowie Mitglied des Aufsichtsrats und der Gesellschafterversammlung des Eurohafens Emsland. Zudem war er Vorsitzender des Fördervereins zur Erhaltung und Restaurierung der Gymnasialkirche zu Meppen und der Residenz des Windthorst-Gymnasiums Meppen.